# Xavier Koller
Xavier Koller (* 1944, Schwyz) je švýcarský filmový režisér a scenárista. V roce 1990 získal Oscara za nejlepší cizojazyčný film, za své uprchlické drama Reise der Hoffnung. Stal se tak prvním Švýcarem, který tuto cenu získal (již v roce 1985 vyhrál švýcarský snímek Nebezpečná partie, který ale režíroval Francouz Richard Dembo). Stejný film vyhrál též Zlatého Leoparda na festivalu v Locarnu. Roku 1986 Koller obdržel i cenu FIPRESCI na filmovém festivalu v Montreálu, za film Černý Tanner. Roku 2001 získal jeho western Ohnivý kruh hlavní cenu Křišťálové srdce na festivalu v Heartlandu. Po úspěchu na Oscarech natočil v Hollywoodu také film Poslední velký bojovník (Squanto: A Warrior's Tale).

## Filmografie

### Režie
- Hannibal (1972)
- Das Gefrorene Herz (1979)
- Černý Tanner (1985)
- Reise der Hoffnung (1990)
- Poslední velký bojovník (1994)
- Gripsholm (2000)
- Ohnivý kruh (2001)
- Highway (2002)
- Někdo jako já (2012)
- Bratrstvo kominíků (2013)
- Malý horal (2015)